# 報恩寺 (山梨県身延町)
報恩寺（ほうおんじ）は、山梨県南巨摩郡身延町相又にある日蓮宗の寺院。山号は妙梅山。旧本山は身延山久遠寺の宿坊岸之坊、鏡師法縁。

## 歴史
寛正年間（1461年 - 1466年）報恩坊日雄（身延山久遠寺9世日学の門弟）の開山で創建された。
なお、甲斐国志によれば古来より小沢というところにあった真言宗寺院を日蓮宗寺院に改宗後、河川の決壊で流出したため武田六左衛門の先祖が現在地に移転したものという。

## 参考資料
- 『身延町誌』身延町（1970年）
- 甲斐国志